# Cuchimachay
Cuchimachay (posiblemente de la ortografía quechua Khuchi Mach'ay o Khuchimach'ay, cerdo khuchi, cueva mach'ay, o "cueva del cerdo") es un sitio arqueológico con pinturas rupestres en Perú que podrían datar del Periodo Arcaico. Se encuentra ubicada en la Región Lima, Provincia de Yauyos, Distrito de Tanta muy cerca del límite con el departamento de Junín. Cuchi Machay fue declarado Patrimonio Cultural de la Nación del Perú por Resolución Viceministerial N° 011-2013-VMPCIC-MC el 7 de febrero del 2013. Pertenece a la Reserva Paisajística Nor Yauyos Cochas, establecida en 2001 mediante Decreto Supremo  N° 033-2001-AG, sobre una superficie de 221,268 has.
Cuchimachay se encuentra cerca de los lagos Mullucocha y las lagunas de origen glaciar La Escalera.